# 徳性寺 (加須市)
徳性寺（とくしょうじ）は、埼玉県加須市にある真言宗豊山派の寺院。

## 歴史
創建年代は不明である。ただ当寺には、加須市の史跡に指定されている「小山朝政の墓」があり、朝政は源頼朝に仕えた御家人であることから、その頃までには既に存在していたものと推測される。
当寺が所在する大越は、かつては「大越の渡し」という利根川の渡し船があり、飯積へ渡る交通の要所であった。
そのため当寺を維持できるだけの豪農の檀家もいた。そんな豪農の中に「野中家」があり、昭和初期の衆議院議員野中徹也を輩出している。

## 文化財
- 紺地金泥妙法蓮華経巻（加須市指定有形文化財 昭和38年9月17日指定）[2]
- 寺子屋絵馬（加須市指定有形文化財 平成22年3月15日指定）[2]
- 小山朝政の墓（加須市指定史跡 昭和38年9月17日指定）[2]

## 交通アクセス
- 羽生ICより車9分。